# Bragadóttir
Bragadóttir ist ein isländischer Name.

## Bedeutung
Der Name ist ein Patronym und bedeutet Tochter des Bragi. Die männliche Entsprechung ist Bragason (Sohn des Bragi).

## Namensträgerinnen
- Ásdís Halla Bragadóttir (* 1968), isländische Politikwissenschaftlerin und Autorin
- Bryndís Petra Bragadóttir (* 1958), isländische Schauspielerin
- Ragnheiður Bragadóttir (* 1956), isländische Rechtswissenschaftlerin
- Rakel Dögg Bragadóttir (* 1986), isländische Handballspielerin und -trainerin